# Don Cherry
För den kanadensiska ishockeypersonligheten, se Don Cherry (ishockey).
Donald Eugene "Don" Cherry, född 18 november 1936 i Oklahoma City, Oklahoma, död 19 oktober 1995 i Malaga, Spanien, var en amerikansk jazztrumpetare. Han spelade ofta på en mindre så kallad "pocket trumpet".
Don Cherry samarbetade med John Coltrane, Ornette Coleman, Charlie Haden, Carla Bley, Lou Reed, Christer Bothén med flera. På Lou Reed album "The Bells" som kom 1979 medverkade Don Cherry
Han bodde under ett antal år i Stockholm och sedan i Farstorp och Tågarp i Skåne. Han var från 1978 gift med den svenska konstnären Moki Karlsson Cherry; de fick tillsammans sonen Eagle-Eye Cherry (sångare, skådespelare), född 1968. Don Cherry var styvfar till sångerskan Neneh Cherry, född 1964.

## Diskografi (urval)
- 1966 – Togetherness
- 1966 – Complete Communion
- 1966 – The Avant-Garde med John Coltrane
- 1966 – Symphony for Improvisers
- 1968 – Eternal Rhythm
- 1969 – Where Is Brooklyn?
- 1969 – Mu
- 1970 – Human Music (Flying Dutchman) med Jon Appleton
- 1972 – Organic Music Society
- 1973 – Orient
- 1973 – Relativity Suite med the Jazz Composer's Orchestra
- 1974 – Blue Lake
- 1974 – Eternal Now
- 1975 – Brown Rice
- 1977 – Hear & Now
- 1978 – Live in Ankara
- 1982 – El Corazón med Ed Blackwell
- 1985 – Home Boy
- 1989 – Art Deco
- 1990 – Multikulti
- 1994 – Dona Nostra
- 2013 – Live in Stockholm
- 2014 – Modern Art